# Rodnikovskaya
Rodnikovskaya (del ruso: Родниковская), es una stanitsa del raión de Kurgáninsk del krai de Krasnodar, en Rusia. Está situada en la orilla derecha del Labá, afluente del Kubán, frente a Natyrbovo, 15 km al sur de Kurgáninsk y 136 km al este de Krasnodar. Tenía 8 346 habitantes en 2010
Es cabeza del municipio Rodnikovskoye.

## Historia
La localidad fue fundada en el año 1857 en el lugar que los adigué llamaban Psynako, "manantial", donde en 1842 se había establecido un fuerte de la línea defensiva del Labá.

## Evolución demográfica
| 2002  | 2010  |
| ----- | ----- |
| 8 478 | 8 346 |